# Algorithme de Lehmer-Schur
L'algorithme de Lehmer-Schur (nommée d'après Derrick Lehmer et Issai Schur) permet de trouver les zéros d'une fonction holomorphe définie sur un rectangle du plan complexe. Il étend la méthode de dichotomie, utilisée en dimension 1.
Le rectangle est divisé en quatre sous-rectangles de même taille. On calcule l'indice du bord de chaque sous-rectangle, en utilisant le principe de l'argument. L'indice donne le nombre de zéros, comptés avec multiplicité, à l'intérieur de chaque sous-rectangle.
L'algorithme est ensuite appliqué récursivement à chacun des sous-rectangles dont l'indice est non nul. La récursion prend fin lorsque les rectangles sont suffisamment petits pour que l'approximation obtenue sur les zéros soit assez précise ou lorsqu'on peut appliquer un autre algorithme pour raffiner l'approximation trouvée.